# Quixeramobim
Quixeramobim is een gemeente in de Braziliaanse deelstaat Ceará. De gemeente telt 73.517 inwoners (schatting 2009).
De gemeente grenst aan Madalena, Quixadá, Banabuiú, Choró, Senador Pompeu, Solonópole, Pedra Branca en Boa Viagem.